# Подводные лодки типа «Нарвал»
Подводные лодки типа «Нарва́л» — серия российских подводных лодок, построенных в 1911—1915 годах в России по американскому проекту Holland-XXXIA (Голланд-31А).

## Проектирование и строительство
12 июля 1907 года императором была утверждена малая кораблестроительная программа, включавшая в себя, кроме прочего, три подводные лодки для Чёрного моря. В июне 1909 года Морское министерство обосновало требуемые тактико-технические характеристики этих лодок: максимальная скорость 12/10 узлов в надводном/подводном положении, максимальная дальность хода 1000 миль и 100 миль под водой соответственно, после чего объявило конкурс на разработку проекта, разослав задание российским кораблестроительным предприятиям. Уже в середине июля были рассмотрены поступившие на конкурс 16 проектов, из которых были отобраны два лучших: Балтийский завод с проектом подводной лодки в 490 тонн И. Г. Бубнова, и Невский завод с проектом Джона Филипа Холланда. В сентябре 1909 года помощник начальника морского министерства А. В. Шталь внёс новое требование по увеличению надводной скорости до 16 узлов, а подводной — до 12 узлов, что потребовало доработки проектов.
1 марта 1911 года правление Невского завода предоставило к подробному рассмотрению два проекта фирмы «Голланд»: 10A, не удовлетворяющий техническому заданию, и специально разработанный, но без проработанной документации. Оба проекта были отклонены, поэтому 4 июня 1911 года завод предоставил комиссии проект «Голланд-31А» с прилагаемыми чертежами, который и был утверждён в производство. Первоначально планировалась установка на каждую лодку двух дизельных двигателей по 850 л. с. фирмы MAN, однако в связи с начавшейся войной двигатели были реквизированы Германским правительством. Лодки были оснащены дизелями американской фирмы «The New London ship and engine Co» мощностью по 160 л. с. Каждая субмарина имела четыре таких двигателя, по два на вал.
Лодки типа «Нарвал» строились в Санкт-Петербурге на Невском заводе, а сборка осуществлялась в Николаеве. Аккумуляторная батарея для лодок была изготовлена совместным русско-французским предприятием «МЭТО», электромоторы и часть электрооборудования построены на заводах в Риге и Петрограде, часть электрооборудования и вспомогательных электромоторов было доставлено из Америки, лодки были оборудованы двумя клептоскопами (длинный и короткий) с матовыми стеклами системы «Лауренти Руссо» производства фирмы «Оффичинео Галилео», Италия, торпедное вооружение изготавливалось АО «Машиностроительный, чугунолитейный и котельный завод Г. А. Лесснера».

## Служба
После вступления в строй в 1915—1916 годах лодки приняли активное участие в Первой мировой войне. Еще во время войны, осенью 1917 года лодки встали в ремонт, а потом были переведены в резерв. После войны лодки находились в Севастополе, где были потоплены английскими интервентами в 1919 году. «Кит» был обнаружен и поднят в 1934 году ЭПРОНом, а две оставшиеся лодки до сих пор находятся на дне: «Кашалот» обнаружили в 1975 году (опознали в 2011), а «Нарвал» был обнаружен в 2014 году.

## Конструкция
Тип «Нарвал» имел полуторакорпусную конструкцию с лёгким корпусом почти по всей длине. Прочный корпус разделялся плоскимим переборками на отсеки. Время погружения составляло меньше двух минут, что делало «Нарвалы» первыми в российском флоте быстропогружающимися лодками. Лодки обладали хорошими мореходными качествами и легко управлялись в вертикальном направлении под водой. Основным недостатком проекта оказались слабые дизельные двигатели, с совместной работой которых возникало множество проблем. Они так и не смогли заменить заказанные по проекту мощные немецкие моторы, что вылилось в недобор надводной скорости хода, частые поломки и затруднение обслуживания.

## Представители
| Название | Иллюстрация | Дата закладки | Спуск на воду   | Ввод в строй    | Боевые успехи                                        | Статус                                                                   |
| -------- | ----------- | ------------- | --------------- | --------------- | ---------------------------------------------------- | ------------------------------------------------------------------------ |
| Нарвал   |             | декабрь 1911  | 11 апреля 1915  | 23 августа 1915 | Потопил не менее 31 судна противника                 | Затоплен в 1919 году. Обнаружен в 2014 году. Не поднят.                  |
| Кит      |             | декабрь 1911  | май 1915        | 14 октября 1915 | Потопил не менее 24 судов противника                 | Затоплен в 1919 году. Обнаружен в 1934 году. Поднят, разделан на металл. |
| Кашалот  |             | декабрь 1911  | 22 августа 1915 | 13 мая 1916     | Потопил не менее 36 судов противника, возможно до 42 | Затоплен в 1919 году. Обнаружен в 1975 году. Не поднят.                  |